# Pontus Fredrik De la Gardie
För militären och riksrådet, se Pontus Fredrik De la Gardie (1630–1692).
Pontus Fredrik De la Gardie, född 15 mars 1726, död 7 augusti 1791, var en svensk greve och militär.

## Biografi
Pontus Fredrik De la Gardie var son till Magnus Julius De la Gardie och grevinnan Hedvig Catharina Lillie.
De la Gardie kom 1744 i fransk tjänst, vid Royal suédois, och blev samma år ryttmästare vid Royal Allemagne. 1747 återkom han till svensk tjänst, och blev korpral vid Livdrabantkåren. Han blev 1749 generaladjutant, 1757 löjtnant, sedermera överste och generalmajor, samt generaladjutant hos kung Adolf Fredrik. De la Gardie utnämndes till en av kronprisens Gustav Adolfs faddrar vid dennes dop den 10 november 1778 och fick vid drottningens kyrktagning den 27 december 1778 mottaga Gustav III:s faddertecken samt att han blev utnämnd till en av rikets herrar.
Han var en av Kungliga Musikaliska Akademiens stiftare och ledamot nr. 19.
De la Gardie var först gift med Cathérine Charlotte De la Gardie, dotter till friherre (sedermera greve) Edvard Didrik Taube af Odenkat. De fick två barn, båda ogifta. Han gifte sedan om sig med överhovmästarinnan friherrinnan Hedvig Eva De la Gardie, dotter till landshövding Claes Gustaf Rålamb och friherrinnan Christina Sophia Sack.

## Utmärkelser
- Riddare av Svärdsorden – 13 januari 1755
- Kommendör av Svärdsorden – 21 november 1773
- Gustav III:s faddertecken – 27 december 1778
- En av rikets herrar – 27 december 1778